# Toya propinqua
Toya propinqua är en insektsart som först beskrevs av Franz Xaver Fieber 1866.  Toya propinqua ingår i släktet Toya och familjen sporrstritar. Inga underarter finns listade i Catalogue of Life.